# Mitlancingo
Mitlancingo är en ort i Mexiko.   Den ligger i kommunen Ahuacuotzingo och delstaten Guerrero, i den sydöstra delen av landet, 180 km söder om huvudstaden Mexico City. Mitlancingo ligger 700 meter över havet och antalet invånare är 755.
Terrängen runt Mitlancingo är huvudsakligen kuperad. Mitlancingo ligger nere i en dal. Runt Mitlancingo är det glesbefolkat, med 18 invånare per kvadratkilometer. Närmaste större samhälle är Xocoyolzintla, 13,1 km söder om Mitlancingo. Omgivningarna runt Mitlancingo är en mosaik av jordbruksmark och naturlig växtlighet.